# Brian D. Josephson
Brian David Josephson FRS (født 4. januar 1940) er en walisisk teoretisk fysiker og professor emeritus på University of Cambridge. Han er bedst kendt for sit pionerarbejdet med superlederr og kvantemekanisk tunnelering. Han modtog nobelprisen i fysik i 1973 for sin forudsigelse af Josephson-effekten, som han fremsatte som 22-årig studerende på Cambridge University i 1922. Josephson er den eneste waliser, der har modtaget nobelprisen i fysik. Han modtog prisen sammen med fysikerne Leo Esaki og Ivar Giaever, der sammen fik prisen for deres arbejdet for kvantemekanisk tunnelering.